# O meserie veche de când lumea
O meserie veche de când lumea este un film românesc din 1986 regizat de Paula Segall.